# Municipio Pantepec (Chiapas)
Koordinaten: 17° 11′ N, 93° 3′ W
Pantepec ist ein Municipio im mexikanischen Bundesstaat Chiapas. Das Municipio hat etwa 11.000 Einwohner und eine Fläche von 106 km². Verwaltungssitz und größter Ort des Municipios ist das gleichnamige Pantepec.
Der Name kommt aus dem Nahuatl und bedeutet „aufgesetzter Berg“.

## Geographie
Das Municipio Pantepec liegt im Nordwesten des mexikanischen Bundesstaats Chiapas auf Höhen zwischen 800 m und 2500 m. Es zählt zur Gänze zur physiographischen Provinz der Sierra Madre de Chiapas und liegt vollständig in der hydrologischen Region Grijalva-Usumacinta. Die Geologie des Municipios wird zu 64 % von Kalkstein bestimmt bei 30 % Andesit-Brekzie; vorherrschende Bodentypen sind Phaeozem (40 %), Leptosol und Luvisol (je 30 %). Etwa 65 % der Gemeindefläche sind bewaldet, 32 % werden von Weideland eingenommen.
Das Municipio Pantepec grenzt an die Municipios Chapultenango, Ixhuatán, Tapilula, Rayón, Jitotol, Bochil, Coapilla und Tapalapa.

## Bevölkerung
Beim Zensus 2010 wurden im Municipio 10.870 Menschen in 2.364 Wohneinheiten gezählt. Davon wurden 4.548 Personen als Sprecher einer indigenen Sprache registriert, darunter 4.183 Sprecher des Zoque. 29 Prozent der Bevölkerung waren Analphabeten. 3.112 Einwohner wurden als Erwerbspersonen registriert, wovon 86 % Männer bzw. 3,4 % arbeitslos waren. Gut 52 % der Bevölkerung lebten in extremer Armut.

## Orte
Das Municipio Pantepec umfasst 44 bewohnte localidades, von denen nur der Hauptort vom INEGI als urban klassifiziert ist. Fünf Orte hatten zumindest 500 Einwohner, 22 Orte weniger als 100 Einwohner. Die größten Orte sind:
| Ort                     | Einwohner |
| Pantepec                | 1820      |
| San Isidro las Banderas | 1309      |
| El Carrizal             | 0889      |
| El Triunfo              | 0734      |